# Groupe Ponzán

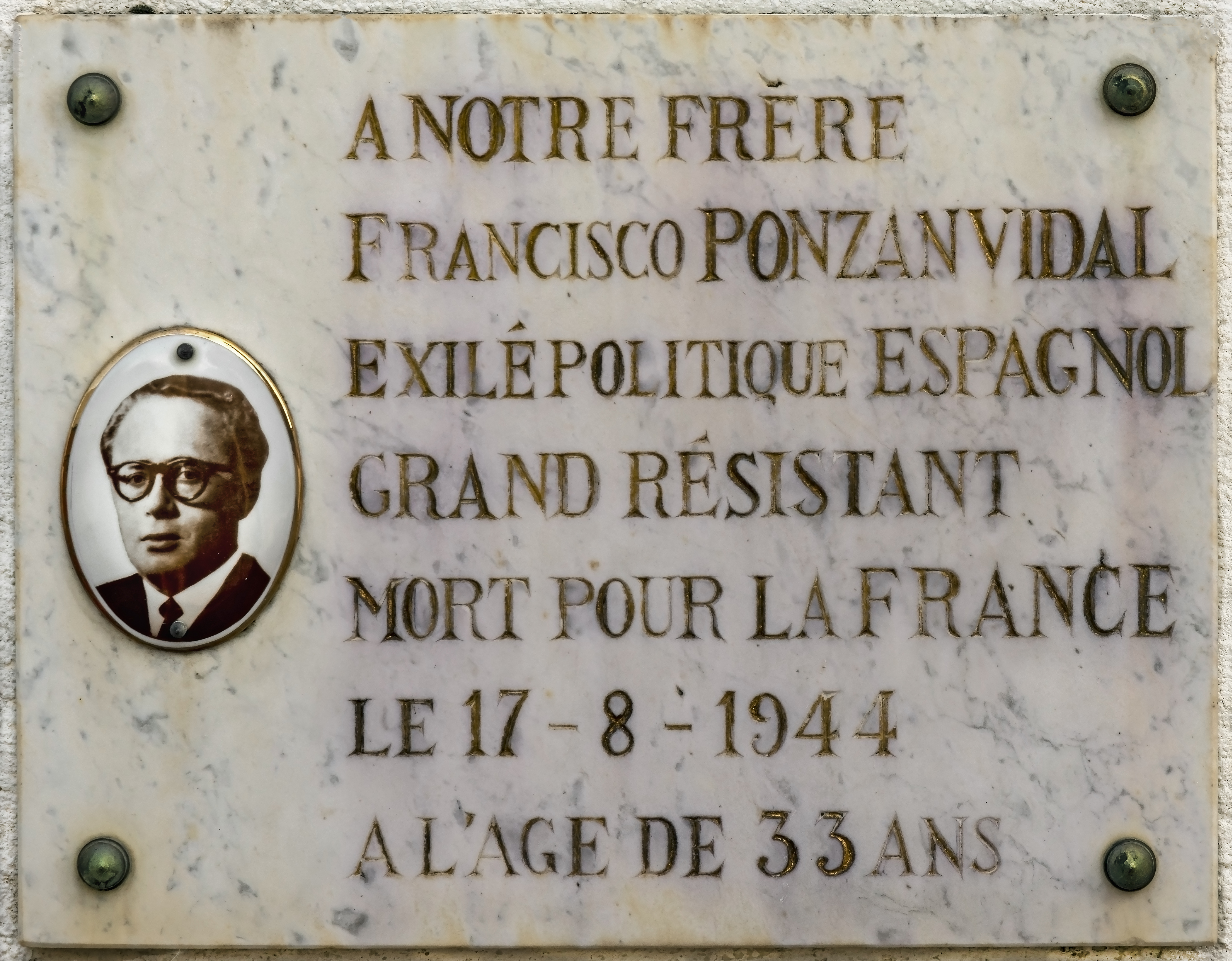
Plaque commémorative de Francisco Ponzan Vidal au mémorial de Buzet-sur-Tarn

Le Groupe Ponzán est un réseau appartenant à la Résistante intérieure en France pendant la Seconde Guerre mondiale, composé majoritairement d'anarchistes espagnols. Sous la responsabilité du résistant Francisco Ponzán, il agit notamment dans le sud de la France.
Son centre de commandement se situe à Toulouse. 

## Histoire
Le Groupe Ponzán est un élément essentiel pour les services secrets français, belges et anglais. Durant la guerre et sous la France de Vichy, les alliés nécessitent, en effet, l'organisation de passages clandestins vers l'Espagne pour faire fuir les résistants des zones de guerre.
Trois mille résistants et réfugiés purent ainsi s'évader de France par l'Espagne grâce à l'action du groupe, malgré la mise en place de la dictature franquiste alliée à l'Allemagne nazie.

## Personnalités notables du réseau
- Francisco Ponzán, le responsable du réseau ;
- Pilar Ponzán, sa sœur[3] ;
- Palmira Pla Pechovierto ;
- Joan Català ;
- Floreal Barberà ;
- Elisa Garrido[4] ;
- Manuel Lozano Guillén.

## Postérité
- Une stèle est érigée dans le jardin Compans-Caffarelli en mémoire de Francisco Ponzán, dans l'allée qui porte son nom à Toulouse[5].